# イーストホノルル
イーストホノルル（英語: East Honolulu）は、アメリカ合衆国ハワイ州ホノルル市郡の国勢調査指定地域。人口は約5万人（2020年）。

## 地理
イーストホノルルの中心は北緯21度17分20秒 西経157度43分2秒 / 北緯21.28889度 西経157.71722度 (21.2891, -157.7173)にある。アメリカ合衆国国勢調査局によると、総面積は3.4平方マイル (8.9 km2)で、そのうち2.3平方マイル (6.0 km2)が陸域で、 1.2平方マイル (3.0 km2)、全体の33.2%が水域である。
ワイアラレ・カントリークラブからオアフ島最東端に位置するマカプウ岬の東側まで続く、ホノルル中心部東隣の地域で構成されている。イーストホノルルの住民の大部分は上流階級である。

## 脚註
1. ↑  “Hawaii Demographics.com”. 2023年9月18日閲覧。
2. ↑  "East Honolulu Census Designated Place". Geographic Names Information System. U.S. Geological Survey. 2013年12月29日閲覧。
3. ↑  “Geographic Identifiers: 2010 Demographic Profile Data (G001): East Honolulu CDP, Hawaii”.   U.S. Census Bureau, American Factfinder. 2012年5月17日閲覧。